# Лоучна
Лоучна (чеш. Loučná) — река в Чехии (Пардубицкий край), левый приток реки Эльбы. Длина — 80 км. Площадь водосборного бассейна — 724 км². Среднегодовой расход воды — 4,43 м³/с.

## География и гидрография
Река берёт начало в 5 км западнее города Свитави, на высоте 516 м над уровнем моря. Лучна, левый приток Эльбы, впадает в неё у города Сеземице на высоте 218 м над уровнем моря. Протекает также через города Литомишль и Високе-Мито.
Площадь водосборного бассейна 724 км². В бассейне располагаются 380 водных объектов общей площадью 326 га, крупнейшие из которых — пруды Велки-Залесски (45,8 га) и Хобот (42,1 га). Крупнейший приток Лоучны — река Десна (длина 31 км).

## Хозяйственное значение
На Лоучне располагаются 23 ГЭС общей мощностью 0,95 МВт. Крупнейшая из электростанций — ГЭС Платеницы мощностью 0,175 МВт.